# Лердо (Дуранго)
Лердо (шп. Lerdo) насеље је у Мексику у савезној држави Дуранго у општини Лердо. Насеље се налази на надморској висини од 1130 м.

## Становништво
Према подацима из 2010. године у насељу је живело 79669 становника.

### Хронологија
| Година       | 2000                  | 2005                  | 2010                  |
| ------------ | --------------------- | --------------------- | --------------------- |
| Становништво | 58862 (28831 / 30031) | 71373 (34842 / 36531) | 79669 (38994 / 40675) |

### Попис
| \| \| м \| \| \| ж \| \| 0—2 \| 2.107 \| \| \| 1.992 \| \| 3—5 \| 2.198 \| \| \| 2.178 \| \| 6—11 \| 4.753 \| \| \| 4.617 \| \| 12—14 \| 2.325 \| \| \| 2.237 \| \| 15—17 \| 2.320 \| \| \| 2.260 \| \| 18—24 \| 4.766 \| \| \| 4.932 \| \| 60+ \| 3.011 \| \| \| 3.502 \| \| Просек : \| 29,1 \| \| \| 30,1 \| |       |  |  |       |
| |       |  |  |       |
| | м     |  |  | ж     |
| 0—2 | 2.107 |  |  | 1.992 |
| 3—5 | 2.198 |  |  | 2.178 |
| 6—11 | 4.753 |  |  | 4.617 |
| 12—14 | 2.325 |  |  | 2.237 |
| 15—17 | 2.320 |  |  | 2.260 |
| 18—24 | 4.766 |  |  | 4.932 |
| 60+ | 3.011 |  |  | 3.502 |
| Просек : | 29,1  |  |  | 30,1  |

| #   | Индикатор                                                                                        | Вредност |
| --- | ------------------------------------------------------------------------------------------------ | -------- |
| 1   | Становништво од 0 до 2 године                                                                    | 4099     |
| 2   | Мушко становништво од 0 до 2 године                                                              | 2107     |
| 3   | Женско становништво од 0 до 2 године                                                             | 1992     |
| 4   | Становништво са 3 и више година                                                                  | 72620    |
| 5   | Мушко становништво са 3 и више година                                                            | 35405    |
| 6   | Женско становништво са 3 и више година                                                           | 37215    |
| 7   | Становништво са 5 и више година                                                                  | 69760    |
| 8   | Мушко становништво са 5 и више година                                                            | 33983    |
| 9   | Женско становништво са 5 и више година                                                           | 35777    |
| 10  | Становништво са 12 и више година                                                                 | 58874    |
| 11  | Мушко становништво са 12 и више година                                                           | 28454    |
| 12  | Женско становништво са 12 и више година                                                          | 30420    |
| 13  | Становништво са 15 и више година                                                                 | 54312    |
| 14  | Мушко становништво са 15 и више година                                                           | 26129    |
| 15  | Женско становништво са 15 и више година                                                          | 28183    |
| 16  | Становништво са 18 и више година                                                                 | 49732    |
| 17  | Мушко становништво са 18 и више година                                                           | 23809    |
| 18  | Женско становништво са 18 и више година                                                          | 25923    |
| 19  | Становништво од 3 до 5 година                                                                    | 4376     |
| 20  | Мушко становништво од 3 до 5 година                                                              | 2198     |
| 21  | Женско становништво од 3 до 5 година                                                             | 2178     |
| 22  | Становништво од 6 до 11 година                                                                   | 9370     |
| 23  | Мушко становништво од 6 до 11 година                                                             | 4753     |
| 24  | Женско становништво од 6 до 11 година                                                            | 4617     |
| 25  | Становништво од 8 до 14 година                                                                   | 10862    |
| 26  | Мушко становништво од 8 до 14 година                                                             | 5521     |
| 27  | Женско становништво од 8 до 14 година                                                            | 5341     |
| 28  | Становништво од 12 до 14 година                                                                  | 4562     |
| 29  | Мушко становништво од 12 до 14 година                                                            | 2325     |
| 30  | Женско становништво од 12 до 14 година                                                           | 2237     |
| 31  | Становништво од 15 до 17 година                                                                  | 4580     |
| 32  | Мушко становништво од 15 до 17 година                                                            | 2320     |
| 33  | Женско становништво од 15 до 17 година                                                           | 2260     |
| 34  | Становништво од 18 до 24 године                                                                  | 9698     |
| 35  | Мушко становништво од 18 до 24 године                                                            | 4766     |
| 36  | Женско становништво од 18 до 24 године                                                           | 4932     |
| 37  | Женско становништво од 15 до 49 година                                                           | 21320    |
| 38  | Становништво са 60 и више година                                                                 | 6513     |
| 39  | Мушко становништво са 60 и више година                                                           | 3011     |
| 40  | Женско становништво са 60 и више година                                                          | 3502     |
| 41  | Однос између мушкараца и жена                                                                    | 95.87    |
| 42  | Становништво од нуле до 14 година                                                                | 22407    |
| 43  | Становништво од 15 до 64 године                                                                  | 49922    |
| 44  | Становништво од 65 година и више                                                                 | 4390     |
| 45  | Просечан број деце                                                                               | 2.21     |
| 46  | Становништво рођено у ентитету                                                                   | 60395    |
| 47  | Мушко становништво рођено у ентитету                                                             | 29603    |
| 48  | Женско становништво рођено у ентитету                                                            | 30792    |
| 49  | Становништво рођено у другом ентитету                                                            | 15748    |
| 50  | Мушко становништво рођено у другом ентитету                                                      | 7616     |
| 51  | Женско становништво рођено у другом ентитету                                                     | 8132     |
| 52  | Становништво од 5 година и више резидентно у ентитету у јуну 2005. године                        | 66648    |
| 53  | Мушко становништво старосног доба од 5 година и више, резидентно у ентитету у јуну 2005. године  | 32349    |
| 54  | Женско становништво старосног доба од 5 и више година, резидентно у ентитету у јуну 2005. године | 34299    |
| 55  | Становништво од 5 година и више које је живело у другом ентитету у јуну 2005. године             | 2237     |
| 56  | Мушко становништво старије од 5 година које је живело у другом ентитету у јуну 2005. године      | 1132     |
| 57  | Женско становништво старије од 5 година које је живело у другом ентитету у јуну 2005. године     | 1105     |
| 58  | Становништво од 3 године и више које говори аутохтони језик                                      | 139      |
| 59  | Мушко становништво старо 3 године и више које говори аутохтони језик                             | 76       |
| 60  | Женско становништво старо 3 године и више које говори аутохтони језик                            | 63       |
| 61  | Становништво од 3 године и више које говори аутохтони језик и не говори шпански језик            | 0        |
| 62  | Мушко становништво старо 3 године и више које говори аутохтони језик и не говори шпански         | 0        |
| 63  | Женско становништво старо 3 године и више које говори аутохтони језик и не говори шпански језик  | 0        |
| 64  | Становништво старо 3 године и више које говори аутохтони језик и шпански                         | 45       |
| 65  | Мушко становништво старо 3 године и више које говори аутохтони језик и шпански                   | 25       |
| 66  | Женско становништво старо 3 године и више које говори аутохтони језик и шпански                  | 20       |
| 67  | Становништво од 5 година и више које говори аутохтони језик                                      | 135      |
| 68  | Становништво од 5 година и више које говори аутохтони језик и не говори шпански језик            | 0        |
| 69  | Становништво од 5 година и више које говори аутохтони језик и говори шпански језик               | 45       |
| 70  | Становништво у домородачким домаћинствима                                                        | 323      |
| 71  | Становништво са ограничењима у активностима                                                      | 2937     |
| 72  | Становништво са ограниченим ходањем или кретањем, горе или доле                                  | 1761     |
| 73  | Становници са ограничењима вида, чак и уз кориштење сочива                                       | 690      |
| 74  | Становништво са ограничењима говора, комуникације или конверзације                               | 331      |
| 75  | Становништво са ограниченим слухом                                                               | 236      |
| 76  | Становништво са ограничењима при одевању, купању или јелу                                        | 266      |
| 77  | Становништво са ограничењима у опажању или учењу једноставних ствари                             | 142      |
| 78  | Становништво са менталним ограничењима                                                           | 288      |
| 79  | Становништво без ограничења активности                                                           | 73344    |
| 80  | Становништво од 3 до 5 година које не похађа школу                                               | 1900     |
| 81  | Мушко становништво од 3 до 5 година које не похађа школу                                         | 930      |
| 82  | Женско становништво од 3 до 5 година које не похађа школу                                        | 970      |
| 83  | Становништво од 6 до 11 година које не похађа школу                                              | 249      |
| 84  | Мушко становништво од 6 до 11 година које не похађа школу                                        | 114      |
| 85  | Женско становништво од 6 до 11 година које не похађа школу                                       | 135      |
| 86  | Становништво од 12 до 14 година које не похађа школу                                             | 368      |
| 87  | Мушко становништво од 12 до 14 година које не похађа школу                                       | 198      |
| 88  | Женско становништво од 12 до 14 година које не похађа школу                                      | 170      |
| 89  | Становништво од 15 до 17 година похађа школу                                                     | 3317     |
| 90  | Мушко становништво од 15 до 17 година похађа школу                                               | 1663     |
| 91  | Женско становништво између 15 и 17 година живота у школи                                         | 1654     |
| 92  | Становништво од 18 до 24 године похађа школу                                                     | 3426     |
| 93  | Мушко становништво од 18 до 24 године похађа школу                                               | 1736     |
| 94  | Женско становништво од 18 до 24 године похађа школу                                              | 1690     |
| 95  | Становништво од 8 до 14 година које не може да чита и пише                                       | 178      |
| 96  | Мушко становништво старосног доба од 8 до 14 година које не може да чита и пише                  | 120      |
| 97  | Женско становништво старосног доби од 8 до 14 година које не може да чита и пише                 | 58       |
| 98  | Становништво од 15 година и више које је неписмено                                               | 952      |
| 99  | Мушко становништво од 15 година и више које је неписмено                                         | 431      |
| 100 | Женско становништво од 15 година и више које је неписмено                                        | 521      |
| 101 | Становништво старо 15 и више година без школовања                                                | 1415     |
| 102 | Мушко становништво старо 15 и више година без школовања                                          | 672      |
| 103 | Женско становништво старо 15 и више година без школовања                                         | 743      |
| 104 | Становништво старосног доба 15 и више година са непотпуним основним образовањем                  | 4107     |
| 105 | Мушко становништво старосног доба од 15 година и више са непотпуном основним образовањем         | 1964     |
| 106 | Женско становништво старосног доба 15 и више година са непотпуном основним образовањем           | 2143     |
| 107 | Становништво старо 15 и више година са комплетним основним образовањем                           | 7909     |
| 108 | Мушко становништво старо 15 година и више са комплетним основним образовањем                     | 3515     |
| 109 | Женско становништво старо 15 и више година са комплетним основним образовањем                    | 4394     |
| 110 | Становништво старосног доба 15 и више година са непотпуним средњим образовањем                   | 2625     |
| 111 | Мушко становништво старосног доба од 15 година и више са непотпуним средњим образовањем          | 1434     |
| 112 | Женско становништво старосног доба од 15 година и више са непотпуним средњим образовањем         | 1191     |
| 113 | Становништво старо 15 и више година са пуним секундарном образовањем                             | 11064    |
| 114 | Мушко становништво старосног доба од 15 година и више са пуним секундарном образовањем           | 5431     |
| 115 | Женско становништво старосног доба од 15 година и више са пуним секундарном образовањем          | 5633     |
| 116 | Становништво старије од 18 година са постосновним образовањем                                    | 23988    |
| 117 | Мушко становништво старије од 18 година са постосновним образовањем                              | 11876    |
| 118 | Женско становништво старије од 18 година са постосновним образовањем                             | 12112    |
| 119 | Просечна оцена школовања                                                                         | 10.05    |
| 120 | Просечан ниво образовања мушке популације                                                        | 10.19    |
| 121 | Просечан ниво образовања женског становништва                                                    | 9.92     |
| 122 | Економски активно становништво                                                                   | 30731    |
| 123 | Економски активна мушка популација                                                               | 20090    |
| 124 | Економски активна женска популација                                                              | 10641    |
| 125 | Становништво које није економски активно                                                         | 27846    |
| 126 | Мушко становништво које није економски активно                                                   | 8208     |
| 127 | Женско становништво које није економски активно                                                  | 19638    |
| 128 | Запослено становништво                                                                           | 28658    |
| 129 | Запослено мушко становништво                                                                     | 18478    |
| 130 | Запослено женско становништво                                                                    | 10180    |
| 131 | Незапослена популација                                                                           | 2073     |
| 132 | Незапослена мушка популација                                                                     | 1612     |
| 133 | Незапослена женска популација                                                                    | 461      |
| 134 | Становништво без права на здравствене услуге                                                     | 20137    |
| 135 | Становништво које има право на здравствене услуге                                                | 56420    |
| 136 | Становништво које има право на ИМСС                                                              | 37030    |
| 137 | Становништво које има право на социјално осигурање                                               | 11200    |
| 138 | Становништво које има право на државно социјално осигурање                                       | 84       |
| 139 | Становништво које има право на опште осигурање или здравствено осигурање за нову генерацију      | 7699     |
| 140 | Становништво које је било једном или није било у браку током 12 година и више                    | 19951    |
| 141 | Венчано или уједињено становништво од 12 година и више                                           | 32617    |
| 142 | Становништво које је било у браку или уједињено 12 година и више                                 | 6166     |
| 143 | Становништво са католичком религијом                                                             | 65805    |
| 144 | Протестанти, еванђелисти и библијски следбеници различити од еванђелиста                         | 7857     |
| 145 | Становништво са другим религијама различитим од претходних                                       | 26       |
| 146 | Становништво без религије                                                                        | 2226     |
| 147 | Укупно пописаних домаћинства                                                                     | 19906    |
| 148 | Пописна домаћинства на челу са мушкарцима                                                        | 15094    |
| 149 | Пописна домаћинства на челу са женама                                                            | 4812     |
| 150 | Становништво у пописним домаћинствима                                                            | 76676    |
| 151 | Становништво у пописним домаћинствима на челу са мушкарцима                                      | 60352    |
| 152 | Становништво у пописним домаћинствима на челу са женама                                          | 16324    |
| 153 | Укупно домаћинстава                                                                              | 27091    |
| 154 | Укупно насељених домаћинстава                                                                    | 20885    |
| 155 | Укупно приватних кућа                                                                            | 26112    |
| 156 | Насељени приватни домови                                                                         | 19906    |
| 157 | Укупно насељених приватних кућа                                                                  | 20880    |
| 158 | Ненасељене приватне куће                                                                         | 5457     |
| 159 | Појединачна домаћинства за привремену употребу                                                   | 749      |
| 160 | Становници у насељеним приватним кућама                                                          | 76676    |
| 161 | Насељеност станара у приватним становима                                                         | 3.85     |
| 162 | Просечно становника по соби у приватним насељеним домаћинствима                                  | 0.93     |
| 163 | Појединачна домаћинства са подовима од различитих материјала од земље                            | 19392    |
| 164 | Појединачна домаћинства у приземљу                                                               | 412      |
| 165 | Појединачна домаћинства са једном спаваћом собом                                                 | 4830     |
| 166 | Појединачна домаћинства са две спаваће собе и више                                               | 14985    |
| 167 | Појединачна домаћинства са једним собом                                                          | 413      |
| 168 | Појединачна домаћинства са две собе                                                              | 1910     |
| 169 | Појединачна домаћинства са 3 собе и више                                                         | 17473    |
| 170 | Појединачна домаћинства која имају електрично светло                                             | 19813    |
| 171 | Појединачна домаћинства која немају електрично светло                                            | 39       |
| 172 | Појединачна домаћинства која имају водоводну воду у стамбеном простору                           | 19729    |
| 173 | Појединачна домаћинства која немају водоводну воду у стамбеном простору                          | 80       |
| 174 | Појединачна домаћинства која имају тоалет                                                        | 19665    |
| 175 | Појединачна домаћинства која имају канализацију                                                  | 19676    |
| 176 | Појединачна домаћинства која немају канализацију                                                 | 124      |
| 177 | Појединачна домаћинства која имају електрично светло, довод воде из јавне мреже и канализацију   | 19573    |
| 178 | Појединачна домаћинства без икаквих услова                                                       | 55       |
| 179 | Појединачна домаћинства која имају радио                                                         | 16676    |
| 180 | Појединачна домаћинства која имају телевизор                                                     | 19573    |
| 181 | Појединачна домаћинства која имају фрижидер                                                      | 18992    |
| 182 | Појединачна домаћинства која имају машину за веш                                                 | 16662    |
| 183 | Појединачна домаћинства која имају аутомобил или комби                                           | 11147    |
| 184 | Појединачна домаћинства која имају рачунар                                                       | 7542     |
| 185 | Појединачна домаћинства која имају фиксну телефонску линију                                      | 10289    |
| 186 | Појединачна домаћинства која имају мобилни телефон                                               | 15116    |
| 187 | Појединачна домаћинства која имају приступ интернету                                             | 5384     |
| 188 | Величина локације                                                                                | 10       |